# Rugathodes aurantius
Rugathodes aurantius là một loài nhện trong họ Theridiidae.
Loài này thuộc chi Rugathodes. Rugathodes aurantius được James Henry Emerton miêu tả năm 1915.